# Leninaül
Leninaül (en rus: Ленинаул) és un poble de la república del Daguestan, a Rússia. Segons el cens del 2010 tenia 540 habitants.